# Josef Neumann (Kupferstecher)
Josef Neumann (* 26. April 1860 in Essen; † 21. September 1931 in München) ist heute nahezu unbekannt, doch war er um die Jahrhundertwende vom 19. zum 20. Jahrhundert ein erfolgreicher Kupferstecher und Radierer in München.

## Leben
Neumann war der Sohn eines Schriftstellers. Nach Studienjahren an der Berliner Akademie der Künste und der Kunstschule in Weimar wurde er am 15. Oktober 1884 in die Kupferstecherklasse (Fachrichtung Druckgraphik) von Professor Johann Leonhard Raab an der Akademie der Bildenden Künste München aufgenommen. Ab 1892 arbeitete er in München recht erfolgreich in seinem Metier als Kupferstecher und Radierer als freischaffender Künstler. Am 8. Januar 1898 heiratete er Ida Hülsmann. Josef Neumann war in den großen Kunstausstellungen im Königlichen Glaspalast in München regelmäßig vertreten und wurde öfters auch in die Auswahljury für die Münchener Künstlergenossenschaft berufen. Befreundet mit dem Künstlerkollegen Oskar Freiwirth-Lützow verbrachte er ab 1913 vielfach die Sommerfrische in dessen Haus in Faulenbach bei Füssen. Er starb am 21. September 1931 in München.

## Werk
Die Zeichnungen und Radierungen weisen nicht nur hervorragende technische Fähigkeiten auf und einen sicheren Strich, sondern fangen mit gutem künstlerischen Blick z. B. die Atmosphäre seiner Heimatstadt München oder der Altstadt Füssen ein. Heute zählen seine Stadtansichten auch als wichtige Zeitdokumente. Neben Landschaftsbildern und Städteansichten gehören Porträts und Genreszenen, wie Radierungen und Kupferstiche von Werken alter Meister zu seinem Œuvre.
Bestände seines Werkes vornehmlich mit Ansichten von Füssen und den Königsschlössern Neuschwanstein und Hohenschwangau finden sich in den Sammlungen des Museums der Stadt Füssen.